# Jerry Heil
Yana Oleksandrivna Shemaieva (en ucraniano: Я́на Олекса́ндрівна Шема́єва; nacida el 21 de octubre de 1995), conocida profesionalmente como Jerry Heil (en ucraniano: Дже́ррі Гейл), es un cantante, compositora y YouTuber ucraniana. Comenzó su carrera tras lanzar su canal de YouTube en 2012, publicando vlogs y versiones musicales.
Heil comenzó su carrera musical profesional en 2017, lanzando su EP debut De miy dim con Vidlik Records. Más tarde lanzó el sencillo Okhrana otmjena en 2019, alcanzando el top 5 en Ucrania. Su primer álbum de estudio, Ya yana, se lanzó psoteriormente en octubre de 2019. Desde que inició su canal de YouTube, Heil ha acumulado más de 34,9 millones de visitas y 395 000 suscriptores. Representa a Ucrania en el Festival de la Canción de Eurovisión 2024 junto a Alyona Alyona con la canción Teresa & Maria.

## Biografía
Yana Shemaieva nació en Vasylkiv, una ciudad en las afueras de la capital de Ucrania, Kiev.Sus padres trabajan ambos como comerciantes privados. Heil asistió a escuelas de música en Kiev, al Instituto de Música R. Glier de Kiev y a la Academia Nacional de Musica de Ucrania Chaikovski.

## Carrera
Heil empezó a utilizar su nombre artístico a los 15 años. Después de registrarse en la red social rusa VK, utilizó el pseudónimo Jerry Mouse, en referencia al personaje de dibujos animados homónimo. Más tarde, cambió Mouse por Heil, expresando su deseo de usar el primer apellido estadounidense que viera en Internet. Jerry Heil ha expresado vergüenza por la historia sobre su nombre artístico, calificándolo de "bobo".
En 2012, Heil lanzó su canal de YouTube, donde publicó vlogs y versiones de canciones populares de músicos ucranianos e internacionales, como Twenty One Pilots, Okean Elzy, The Hardkiss y Kodaline. El líder de Okean Elzy, Sviatoslav Vakarchuk, compartía con frecuencia las versiones de Heil de las canciones de la banda y mostraba su aprobación de sus versiones.

### 2017-2018: avance profesional yDe miy dim
En 2017, Heil firmó un contrato de grabación con el sello discográfico ucraniano Vidlik Records, conocido por su asociación con el grupo musical ucraniano Onuka. Conoció el sello y sus fundadores, Yevhen Filatov y Nata Zhyzhchenko, la cantante líder de Onuka, después de que Heil comenzara a buscar productores que la ayudaran con su canción "De miy dim". Luego, Heil comenzó a trabajar en estrecha colaboración con el sello y grabó su EP debut De miy dim con ellos, que se lanzó más tarde en octubre de 2017.
En 2018, Heil audicionó para la novena temporada de X-Factor Ucrania . Avanzó desde la audición inicial frente a los jueces hasta la fase de entrenamiento de la competencia, donde fue eliminada. Después de su eliminación, Heil volvió a la música y lanzó los sencillos "Kava" y "Postil"; el último de los dos lanzamientos incluyó su vídeo musical debut.

### 2019-presente: "Okhrana, otmyena",Ya, Yanay Eurovisión

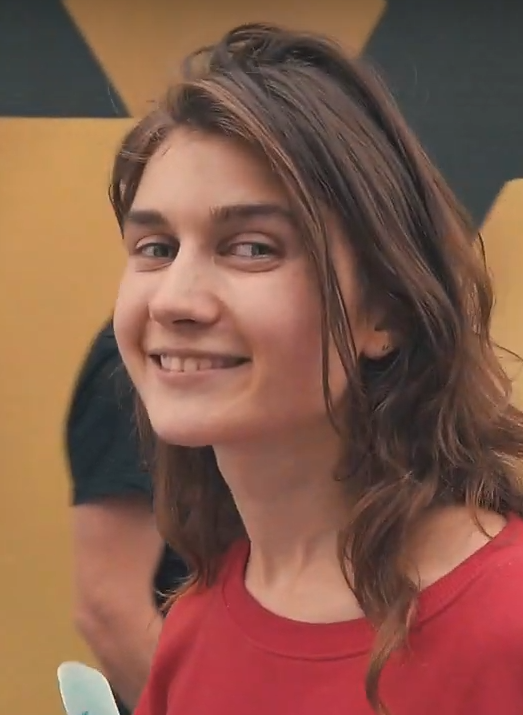
Jerry Heil en 2019

En marzo de 2019, Heil publicó una parte de su sencillo "Okhrana, otmyena" en Instagram, que había grabado con el productor ucraniano Morphom. La canción rápidamente ganó fama cuando cantantes ucranianos como NK y Vera Brezhneva felicitaron y distribuyeron aún más el fragmento de la canción. Posteriormente, Heil lanzó una versión completa de la canción a través de YouTube el mes siguiente, donde su video musical recibió más de 14,8 millones de visitas; Okhrana, otmyena también se convirtió en uno de los cinco primeros éxitos en Ucrania. Tras el éxito de la canción, Heil comenzó a dedicarse a la composición, donde escribió canciones para músicos como Brezhneva y la banda Cloudless, con sede en Kyiv, con el compositor y productor ruso Konstantin Meladze.
En septiembre de 2019, Heil lanzó su álbum de estudio debut Ya, Yana en YouTube. El álbum incluía ocho canciones y fue lanzado comercialmente el mes siguiente. En enero de 2020, se anunció que Heil competiría en Vidbir 2020, la selección nacional de Ucrania para el Festival de la Canción de Eurovisión 2020 en Róterdam. Su canción Vegan se clasificó a la final, donde terminó en sexto lugar.
Heil participó nuevamente en Vidbir en diciembre de 2022 con su canción When God Shut the Door, compitiendo para representar a Ucrania en el Festival de la Canción de Eurovisión 2023. Terminó en tercer lugar.
Ella y Alyona Alyona fueron seleccionadas entre las finalistas de Vidbir 2024 con la canción "Teresa & Maria". Ganaron la final el 4 de febrero de 2024, ganándose el derecho a representar a Ucrania en el Festival de la Canción de Eurovisión 2024.

## Vida privada
Heil habla ucraniano, ruso e inglés con fluidez. La mayoría de sus canciones están grabadas en ucraniano. Es vegana.

## Discografía

### Álbumes de estudio
| Título            | Detalles                                                                                        |
| ----------------- | ----------------------------------------------------------------------------------------------- |
| Ya yana           | - Publicado: 4 de octubre de 2019 - Sello: Best Music - Formato: Descarga digital, streaming    |
| Mandaryny i oleni | - Publicado: 17 de diciembre de 2021 - Sello: Best Music - Formato: Descarga digital, streaming |

### EP
| Título                      | Detalles                                                                                           |
| --------------------------- | -------------------------------------------------------------------------------------------------- |
| De miy tenue                | - Publicado: 27 de octubre de 2017 - Sello: Vidlik Records - Formato: Descarga digital, streaming  |
| Osobyste                    | - Publicado: 9 de abril de 2021 - Sello: Vidlik Records - Formato: Descarga digital, streaming     |
| Dai Boh (con Aliona Aliona) | - Publicado: 26 de agosto de 2022 - Sello: Colombia / ENKO - Formatos: Descarga digital, streaming |